# Flemington (Georgia)
Flemington es un pueblo ubicado en el condado de Liberty en el estado estadounidense de Georgia. En el censo de 2000, su población era de 369.

## Demografía
En el 2000 la renta per cápita promedia del hogar era de $37,917, y el ingreso promedio para una familia era de $53,125. El ingreso per cápita para la localidad era de $16,638. Los hombres tenían un ingreso per cápita de $32,250 contra $26,875 para las mujeres.

## Geografía
Flemington se encuentra ubicado en las coordenadas 31°51′23″N 81°33′40″O / 31.85639, -81.56111 (31.856389, -81.561111).
Según la Oficina del Censo, la localidad tiene un área total de 12,2 km² (4,7 mi²), de la cual 12,2 km² (4,7 mi²) es tierra y 0 km² (0 mi²) (0.00%) es agua.